# Csárdás (Liszt)

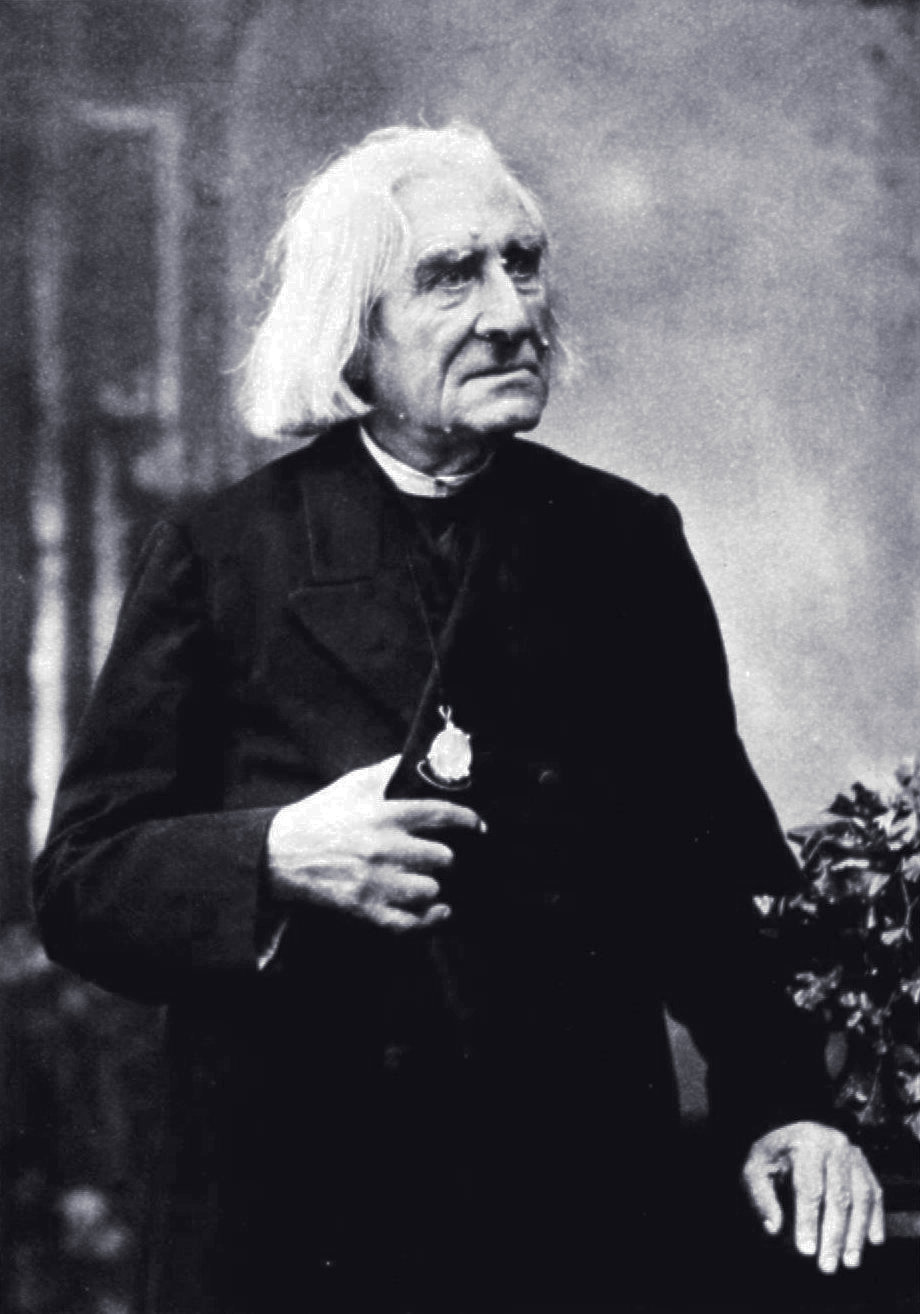
Franz Liszt 1884

Las tres csárdás que Franz Liszt escribió en 1881–82 y 1884 son piezas para piano solo basadas en la forma de danza húngara del mismo nombre. Liszt trata la forma de danza en sí con mucha menos libertad que mucho antes hizo con los verbunkos en las Rapsodias húngaras, y el material en sí sigue siendo más específicamente húngaro que gitano en el material temático. Sus líneas sobrias, sus ritmos angulares y sus armonías avanzadas muestran que estas piezas son antecesoras directas de las composiciones de Béla Bartók. Debido a estos atributos, los estudiosos de Liszt consideran que las csárdás se encuentran entre las obras tardías más interesantes del compositor. 
Un posible error al comentar estas obras es etiquetarlas como atonales basándose en escuchar sonoridades extrañas en la música. Pero la Csárdás macabra, por ejemplo, se basa sólidamente en procedimientos compositivos consistentes con el estilo anterior de Liszt. La música se centra en formas variantes del mediante con el contraste concomitante de tono sostenido y bemol, en este caso fa mayor, fa sostenido menor y sol bemol mayor. 

## Las csárdás

### Csárdás macabra, S.224 (1881-82)
Esta es quizás la más conocida de las tres csárdás. La pieza está escrita en forma de sonata en miniatura,  con la apertura en octavas paralelas antes de la famosa sección de quintas desnudas que no tiene precedentes en la producción de Liszt. Aún más intrigante es la segunda parte de la estructura. Se trata de una parodia del Dies irae o de una cita de la canción popular húngara "Ég a kunyhó, ropog a nád".  Ambas teorías tienen sus defensores. El compositor no indicó lo que quería decir, aunque escribió en el manuscrito una vez terminado: "¿Se puede escribir o escuchar tal cosa?"  Una pregunta favorita de algunos críticos es si la quinta del compás inicial es una apoyatura supertónica aplanada o una tónica real. Estas ambigüedades tonales se vuelven comunes en las últimas obras de Liszt. 

### Dos Csárdás, S.225 (1884)

#### 1. Csárdás
Menos conocida que cualquiera de las otras piezas, esta csárdás es un breve comienzo de Allegro en La menor. Después pasa a La mayor, luego termina silenciosamente pero de manera inestable en Fa sostenido menor después de mucha modulación secuencial. 

#### 2. Csárdás obstinée
Esta csárdás comienza con un fa sostenido repetido, esencialmente continuando donde lo dejó la primera, antes de que comience un acompañamiento de ostinato. Una tríada en fa sostenido mayor en la mano izquierda se contrasta con una frase descendente que comienza con un la natural en la mano derecha. La pieza en su conjunto está escrita en si menor-mayor,  con acordes mayores y menores tocados simultáneamente, un dispositivo que Liszt fue utilizando cada vez con más frecuencia.  Antes de la coda, el tema se transforma en si mayor en octavas repetidas.  Algunos críticos consideran esta obra más interesante musicalmente que su prima más famosa, la Csárdás macabra. La pieza está basada en un motivo de cuatro notas presentado al comienzo de la pieza, y las excursiones tonales de la obra hacia el mediante y el submediante colocan estilísticamente esta música en un lugar intermedio entre Schumann y Mahler. 
La primera grabación de estas dos Csárdás la realizó France Clidat en sus registros de las obras de Liszt para Decca. 